# François Duquesnoy

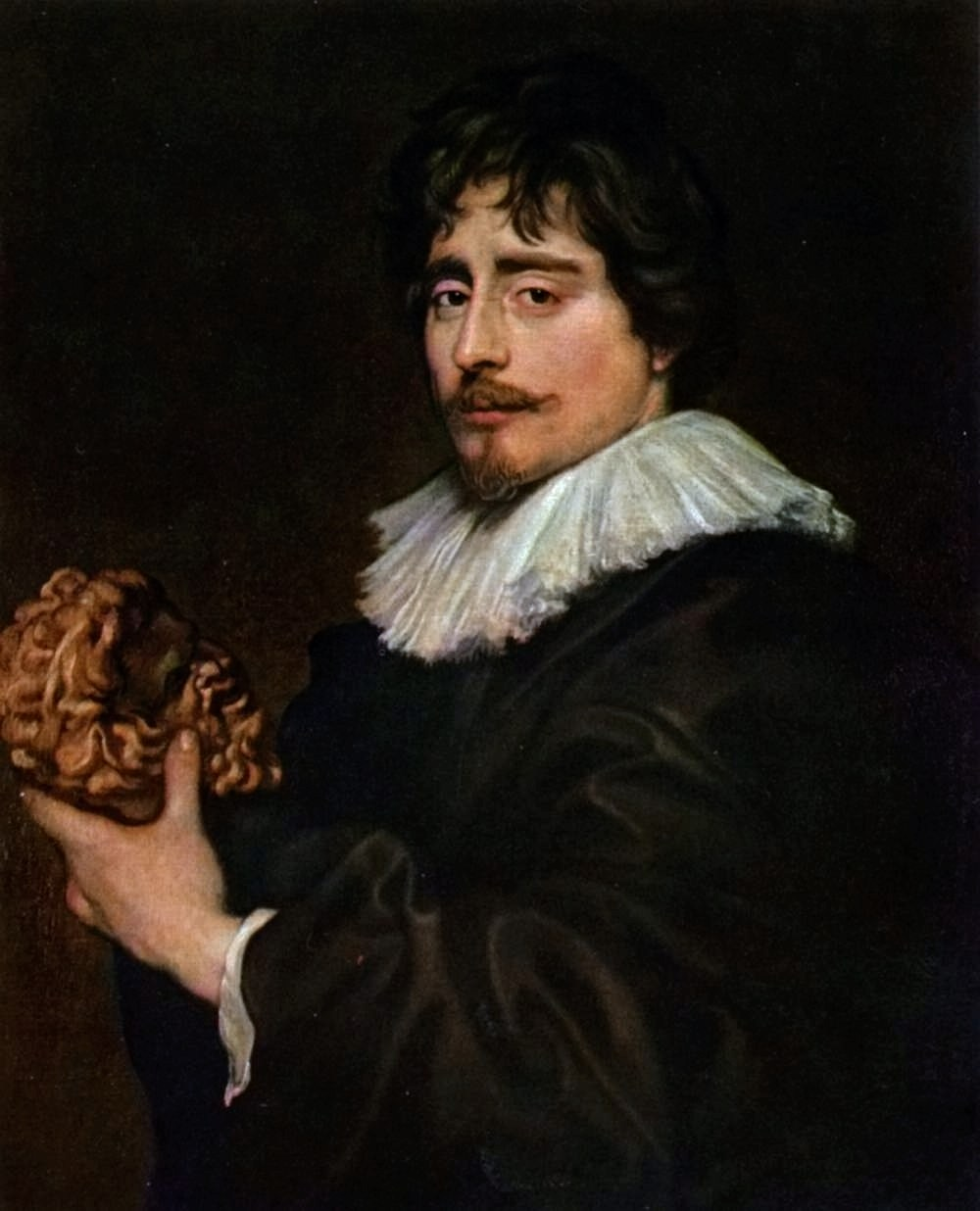
Porträt des Bildhauers François Duquesnoy von Anthonis van Dyck

François Duquesnoy, genannt der Flame (französisch le Flamand, italienisch il Fiammingo) (* 12. Januar 1597 in Brüssel; † 12. Juli 1643 in Livorno) war ein flämischer Bildhauer.

## Leben
Duquesnoys war ein Sohn des Bildhauers Jérôme Duquesnoy (vor 1570–1641), der 1619 die berühmte Brunnenfigur Manneken Pis in Brüssel schuf, und Bruder des Bildhauers Hiëronymus Duquesnoy der Jüngere. Dieser erteilte seinem Sohn auch den ersten bildhauerischen Unterricht. Die Anfertigung einer Elfenbeinstatue des hl. Sebastian soll ihm das Protektorat des Erzherzogs Albrecht, Generalgouverneur der Niederlande, eingetragen haben, der ihm durch ein Patent vom 19. Mai 1618 600 Livres übertrug, um ihm einen Aufenthalt in Italien zu ermöglichen. Nach Erhalt des Geldes am 5. August des Jahres begab er sich nach Rom. Es folgten am 31. Dezember 1619 und am 31. Dezember 1620 weitere Zahlungen von 150 und 300 Livres. Mit dem Tod des Erzherzogs verlor er 1621 diese Pension.
Duquesnoy, der eine gemäßigte klassizistische Richtung des Barock vertrat, musste sich fortan seinen Lebensunterhalt durch kleinplastische Arbeiten verdienen, die er in Elfenbein oder Holz in der Werkstatt des Holzbildhauers Claudio Lorenese fertigte. Dort soll der flämische Kaufmann Pietro Pescatore (Pieter Visscher) auf ihn aufmerksam geworden sein. Dieser wurde nun sein neuer Gönner und beschäftigte ihn mehrfach. Anthonis van Dyck besuchte ihn 1623 und porträtierte ihn. Im Jahr 1624 kam Nicolas Poussin nach Rom, mit dem er sich anfreundete und für einige Zeit eine Wohnung teilte. Durch Alexander Algardi, einen Reisegenossen Poussins, kam er mit dem Maler Albano in Kontakt, dessen Kinder ihm für seine Kinderbasreliefs Modell standen. Gemeinsam widmeten sie sich dem Studium der Antike und den Werken Tizians. Für Papst Urban VIII. lieferte er unter anderem einen hl. Sebastian und ein Kruzifix aus Elfenbein, das er im Auftrag des Filippo Colonna (1578–1639) angefertigt hatte. In den Jahren 1627 und 1628 wurde er für kleinere Arbeiten am Bronzetabernakel im Petersdom entlohnt und fertigte Gipsmodelle für die großen Engelsfiguren auf dem Baldachin.
Im Jahr 1642 erhielt Duquesnoy eine Einladung des Königs Ludwig XIII., der ihn als Hofbildhauer zu gewinnen suchte und ihm ein Angebot von 3000 Livres jährlichem Gehalt, einer freien Wohnung im Louvre sowie der Verpflichtung, einer neu zu gründenden Bildhauerakademie vorzustehen. Er akzeptierte dieses Angebot, ließ sich die Hälfte der bereits angewiesenen 1200 Scudi aushändigen und war bereit abzureisen. Doch er erlitt einen Rückfall seiner durch einen Sturz verursachten Krankheit und erhielt den ärztlichen Rat in die Heimat zurückzukehren. Er trat die Reise im Juli 1643 an. Er plante sich in Livorno einzuschiffen, doch sein Zustand verschlechterte sich darart, dass er am 12. Juli 1463 im Hause des Goldschmiedes Andreas Ghysels starb, der ein Landsmann von ihm war. Er wurde in der Minoritenkirche in Livorno beigesetzt.
Später kam das Gerücht auf, er sei an einer Vergiftung durch seinen Bruder Jeröme Duquesnoy der Jüngere (1602–1654) gestorben (wie dieser kurz vor seinem Tod selbst angab), der ihn auf der Reise begleitet hatte. Dieser wurde am 28. September 1654 auf dem Getreidemarkt in Gent hingerichtet. Er war wegen Sodomie verurteilt, an den Pranger gestellt, erwürgt und dann verbrannt worden. Er hatte sich nach dem Tod seines Bruders dessen künstlerischen Nachlass angeeignet und übernahm dessen letzten Auftrag für das Grabmal es Bischofs Antoine Triest in S. Bavo in Gent.

## Werke (Auswahl)

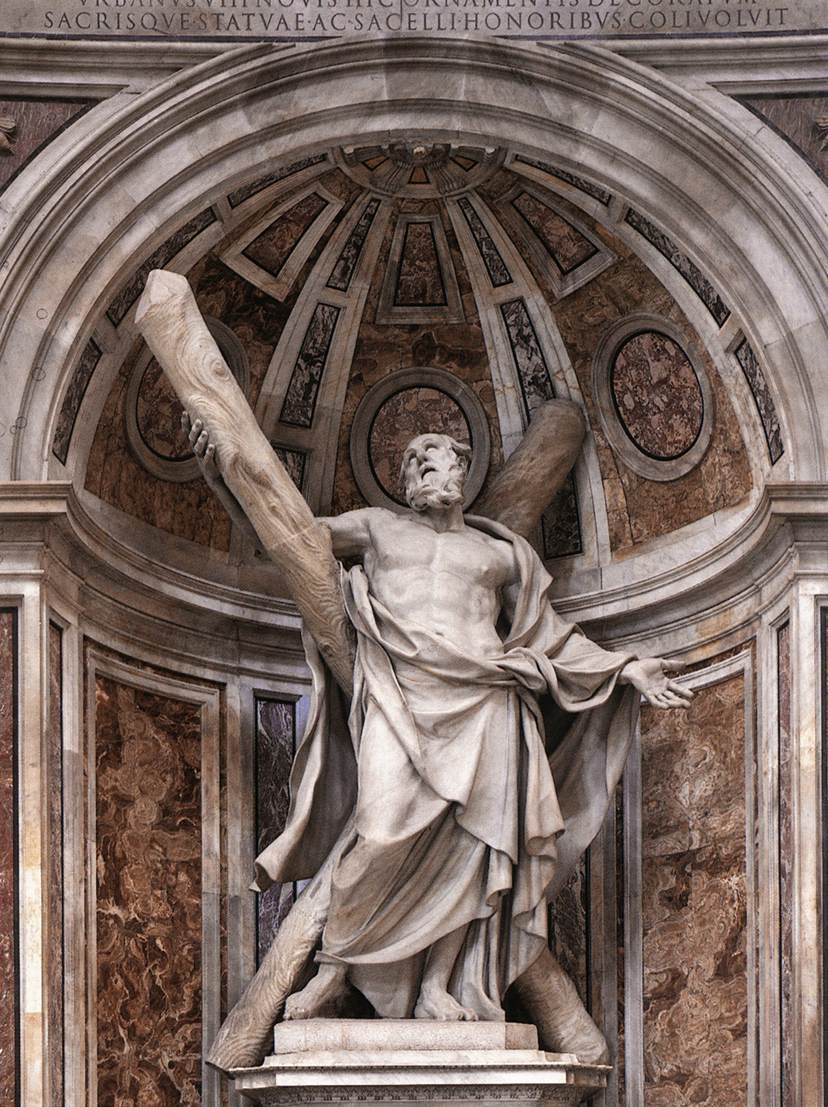
Hl. Andreas

Ein Hauptwerk Duquesnoys ist die Kolossalstatue des hl. Andreas, für die er zunächst von Mai bis November 1629 ein Stuckmodell fertigte, für das er mit 250 Scudi entlohnt wurde. Für die Statue, die am südöstlichen Kuppelpfeiler Petersdoms errichtet wurde, erhielt er von September 1630 bis Mai 1643 mehrere Zahlungen. Es wurde bereits am 1. März 1640 enthüllt. Die hl. Susanna in Santa Maria di Loreto stellte er in den Jahren 1629 bis 1633 her. Ein häufig wiederkehrendes Motiv in Duquesnoys Bildwerken sind die autonomen Darstellungen von Putti, die er mehrfach als Allegorien (in der Galleria Doria Pamphilj) oder in der Form mehransichtiger Freiskulpturen (als Christusknabe mit den Passionswerkzeugen und auf dem Denkmal des Malers Jacobus de Hase († 1634) auf dem Friedhof des Campo Santo Teutonico) in Marmor oder Bronze umsetzte, und welche die Mode des barocken Putto nachhaltig prägten. Ein 78 cm hoher Elfenbeinkorpus auf einem Barockkreuz, das ihm zugeschrieben wird, ist seit 2016 im Besitz des Bistums Münster.
Für den Marquis Vincenzo Giustiniani schuf er einen Apollo und einen Merkur aus Bronze sowie eine überlebensgroße Venus aus Marmor. Für den Magistrat von Amsterdam fertigte er für 6000 Gulden einen marmornen Amor.

## Bekannte Signaturen und Schüler
- 1618 „Franqois du Quesnoy“
- 1630 „io Francesco Fiammingo“
- 1635 „io Franco du Quesnoy“

Unter seinen Schülern waren: Arthur Quellinus der Vater, Eombout Pauwels (1625–1700) und L. le Doux.